# El último judío
El último judío (The Last Jew) es una novela del estadounidense Noah Gordon publicada en 1999.[cita requerida] Catalogada en más de una ocasión como best-seller, ha batido récords de ventas en diferentes países. El viaje de su personaje principal, el judío toledano Yonah, le sirve a Noah Gordon como excusa para reconstruir los acontecimientos históricos sucedidos en el siglo XV en España y analizar desde una perspectiva contemporánea la compleja convivencia entre judíos y cristianos.

## Trama
El punto de partida de la novela es la expulsión de los judíos en la España del siglo XV. El protagonista es un joven judío que se ve forzado a dejar su hogar para buscar un nuevo lugar donde poder establecerse sin tener que renunciar a sus creencias. Así inicia un largo periplo por la España de la Inquisición, durante el cual tendrá que recurrir a su ingenio para salvaguardar su secreto. Cambios continuos de identidad y de oficio, duros de llevar, forjarán su personalidad y reafirmarán sus orígenes, hasta el final de sus días.
- Datos: Q1195755